# Вермунд
Вермунд (Гармунд) — предок королевской семьи Мерсии, сын Витлаега и отец Оффы. Англосаксонская хроника называет его внуком Водена, но Gesta Danorum, написанная Саксоном Грамматикусом, не описывает его генеалогию дальше его отца, в то время как Brevis Historia Regum Dacie Свена Аггесена делает Вермунда сыном короля Фроти хин Фрокни.
Согласно Gesta Danorum, его правление было долгим и счастливым, хотя процветание англов в конце концов было омрачено набегами воинственного короля по имени Атисл, который убил Фровина, правителя Шлезвига, в бою. За смерть Фровина отомстили два его сына, Кет и Виг, но их совместная борьба против одного человека считалось позором. Примирение произошло только при Оффе.
Было высказано предположение, что Атисл, хотя и названный Саксоном королем шведов, на самом деле был идентичен Эадгилу, королю миргингов, упомянутому в Видсиде, а Фровин и Виг отождествляются с Фриавином и Вигом, которые фигурируют среди предков королей Уэссекса в англо-саксонской королевской генеалогии. Поскольку Эдгилс был современником Германариха, который умер около 376 года, его время жизни согласуется с указанием, данным генеалогией, которая помещает Вермунда за девять поколений до Пенды из Мерсии.
Он упоминается в строках 1958-1963 англо-саксонской поэмы «Беовульф» как Гармунд, отец Оффы и дед Эомера .

## Рекомендации
1. ↑  Tom A Shippey. Beowulf: The Critical Heritage / Tom A Shippey, Andreas Haarder. — Routledge, 1998. — P. 301–. — ISBN 978-0-415-02970-4.
2. ↑   Chisholm, Hugh, ed. (1911). Wermund . Encyclopædia Britannica. Vol. 28 (11th ed.). Cambridge University Press. p. 523.

## Внешние ссылки
- Стенограмма датской истории Саксона. - См. Главу 4 для описания Вермунда.